# Стрітенське міське поселення
Стрі́тенське міське поселення (рос. Сретенское городское поселение) — міське поселення у складі Стрітенського району Забайкальського краю Росії.
Адміністративний центр — місто Стрітенськ.

## Населення
Населення міського поселення становить 6567 осіб (2019; 6895 у 2010, 8258 у 2002).

## Склад
До складу міського поселення входять:
| Населений пункт   | Населення, осіб (2002) | Населення, осіб (2010) |
| ----------------- | ---------------------- | ---------------------- |
| Моргул, село      | 66                     | 45                     |
| Стрітенськ, місто | 8192                   | 6850                   |